# Herrgårdsvagn

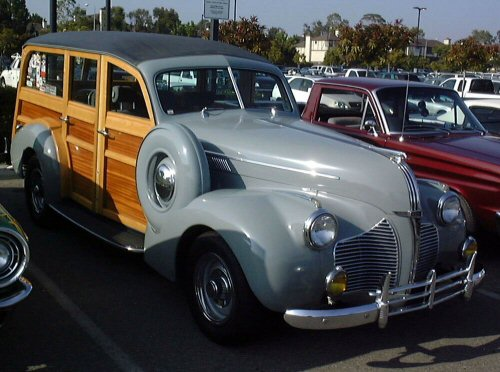
Pontiac Woodie av årsmodell 1940.

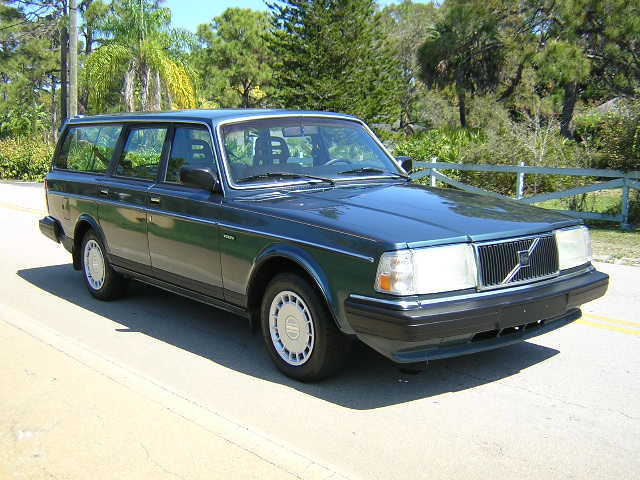
Volvo 240 av 1993 års modell i herrgårdsvagnsutförande. Till och med årsmodell 1983 hade modellen beteckningen 245.

Herrgårdsvagn (av brittiska estate car), även stationsvagn (av amerikanska station wagon) eller kombi (av tyska Kombinationskraftwagen), är en karossform med stort bagageutrymme bakom kupén med ungefär samma takhöjd i bagageutrymmet som i kupén. Ordet herrgårdsvagn förekommer för första gången 1946 i svenska media.
Beskrivning enligt en uppslagsbok 1948: "Herrgårdsvagn, 6–7-sitsig automobil med 4  dörrar och träkarosseri. Användes till såväl person- som  varutransport,  då bagagerummet kan utvidgas genom  att sätena  borttagas."
De flesta biltillverkare har någon herrgårdsvagn i sitt modellprogram. Audi benämner sina herrgårdsvagnar Avant (från franskans "före"; även Sportback används emellertid hos Audi). Volkswagen kallar dem för Sportscombi, Toyota för  Touring Sports, Opel/Vauxhall för Caravan, BMW för Touring, Porsche för Sport Turismo och Alfa Romeo för Sportwagon. PSA Peugeot Citroën (Citroën/Peugeot) har kallat sin herrgårdsvagn för break sedan 1960-talet, även om Peugeot kallar vissa modeller för SW (Sportwagon) idag. Mercedes har sedan W123-karossen kom i herrgårdsvagnsutförande kallat sina herrgårdsvagnar T.
Genom Volvos dominerande marknadsposition i Sverige har herrgårdsvagnen blivit en mycket vanlig företeelse i just Sverige.